# ケンタウルス座カッパ星
ケンタウルス座κ星は、ケンタウルス座の恒星で3等星。

## 特徴
この星は、天球上で近くに位置するおおかみ座β星などと同様に『Upper Centaurus- Lupus association』のメンバーである。
この星は三重星であり、離角10分の1秒でκ星Aaとκ星Ab、離角4秒のκ星Bで構成されている。AaとAbは12天文単位、κ星Bとκ星Aのペアは少なくとも470天文単位離れていると考えられている。
| 指標         | 構成要素 | 構成要素                | 構成要素        |
| 指標         | Aa       | Ab                      | B               |
| ------------ | -------- | ----------------------- | --------------- |
| スペクトル型 | B        | 恐らく、A0のA型主系列星 | K2のK型主系列星 |
| 視等級       | 3.4      | 4.7                     | 11              |
| 絶対等級     |          |                         |                 |
| 質量 (M☉)    |          |                         |                 |
| 半径 (R☉)    | 5.0      | 5.1                     |                 |
| 光度 (L☉)    | 3,500    | 190                     |                 |
| 表面温度 (K) |          |                         |                 |